# Parlamentsvalget i Storbritannien 2001
Parlamentsvalget i Storbritannien 2001 blev afholdt den 7. juni 2001. Labour Party beholdt sig flertal fra valget 1997 næsten uforandret og mistede kun 6 repræsentanter, og endte dermed med 412, mod 418 i 1997. Det var i det hele taget næsten ingen ændring efter 1997-valget, udover i Nordirland (som har et helt andet partisystem end resten af Storbritannien. 620 pladser af Underhusets 641 pladser blev beholdt af siddende repræsentanter, mens 21 repræsentanter blev skiftet ud. Valget var kendetegnet af apati blandt vælgerne, valgdeltagelsen var kun på 59 %, hvilket er det laveste siden 1918.

## Resultat
| Parti                                                 | Stemmer    | Pladser | Ændring | Procent af stemmer (%) |
| ----------------------------------------------------- | ---------- | ------- | ------- | ---------------------- |
| Labour Party                                          | 10.724.953 | 412     | - 6     | 40,7                   |
| Det konservative parti                                | 8.357.615  | 166     | + 1     | 31,7                   |
| Liberaldemokratene                                    | 4.814.321  | 52      | + 6     | 18,3                   |
| Scottish National Party                               | 464.314    | 5       | - 1     | 1,8                    |
| United Kingdom Independence Party                     | 390.563    | 0       |         | 1,5                    |
| Ulster Unionist Party                                 | 216.839    | 6       | - 4     | 0,8                    |
| Plaid Cymru                                           | 195.893    | 4       |         | 0,7                    |
| Democratic Unionist Party                             | 181.999    | 5       | + 3     | 0,7                    |
| Sinn Féin                                             | 175.933    | 4       | + 2     | 0,7                    |
| SDLP                                                  | 169.865    | 3       |         | 0,6                    |
| Green Party of England and Wales                      | 166.477    | 0       |         | 0,6                    |
| Uafhængig                                             | 97.070     | 0       | - 1     | 0,4                    |
| Scottish Socialist Party                              | 72.516     | 0       |         | 0,3                    |
| Socialist Alliance                                    | 57.553     | 0       |         | 0,2                    |
| Socialist Labour Party                                | 57.288     | 0       |         | 0,2                    |
| BNP                                                   | 47.129     | 0       |         | 0,2                    |
| Alliance Party of Northern Ireland                    | 28.999     | 0       |         | 0,1                    |
| Independent Kidderminster Hospital and Health Concern | 28.487     | 1       | + 1     | 0,1                    |
| Liberal Party                                         | 13.685     | 0       |         | 0,1                    |
| UK Unionist Party                                     | 13.509     | 0       | - 1     | 0,1                    |

Totalt antal stemmer: 26.368.204. Alle partier med mere end 10.000 stemmer vises